# Институт экономики ННГУ
Институт экономики (ранее Нижегородский коммерческий институт, Институт экономики и предпринимательства) — высшее учебное заведение в Нижнем Новгороде, созданное на основе одного из старейших средне-специальных учебных заведений. С 2012 года — часть Нижегородского Государственного Университета им. Лобачевского. В 2024 году был переименован в Институт экономики в составе ННГУ.

## История
Интенсивное экономическое развитие Нижегородской губернии, с одной стороны, и достаточно высокий уровень общекультурного развития Нижнего Новгорода — с другой, стали главными предпосылками создания в 1900 году Нижегородского коммерческого училища. Главная задача коммерческих училищ состояла в подготовке специалистов — руководителей крупных торговых и промышленных предприятий.
Так было положено начало коммерческому образованию в Нижнем Новгороде.
После революции 1917 года положение в российском коммерческом образовании коренным образом изменилось. Некоторое время НКУ ещё существовало, но в условиях нового режима и политики военного коммунизма деятельность училища постепенно сворачивалась. Тем не менее, традиции коммерческого образования были продолжены и в новых условиях.
2 марта 1919 года в помещении бывшего Нижегородского коммерческого училища начал работать Нижегородский промышленно-экономический техникум. Планировалось, что учебное заведение будет готовить счетных и контрольно-ревизионных работников, а также сотрудников государственной и кооперативной распределительных сетей. В последующие годы техникум пережил ряд реорганизаций в связи с изменениями экономической политики в стране и, соответственно, открытием новых специальностей. Техникум стал называться техникумом советской торговли. Выпускники техникума работали бухгалтерами и товароведами в торговых организациях. В 1932 году техникум переехал в здание на ул. Совнаркомовской, а в 1968 году занял новые корпуса на проспекте Ленина.
В послевоенный период Горьковский техникум советской торговли укрепил своё положение ведущего учебного заведения в отрасли, наряду с Московским и Ленинградским торговыми техникумами. На его базе испытывались новые технологии, апробировались новые формы обучения, разрабатывались новые программы и методики. В техникуме было издано множество методических пособий, в том числе несколько учебников для торговых техникумов всей страны.
В 1954 году в Горьком был также создан учебно-консультационный пункт заочного института советской торговли. Первоначально в штатном расписании УКП было всего два работника, а учебный процесс осуществляли преподаватели местных вузов и головного московского института (ЗИСТа). Впоследствии в УКП сложился постоянный штат квалифицированных преподавателей, появилась собственная материальная база, и УКП получил статус факультета московского вуза. В соответствии с общей специализацией института Горьковский факультет готовил специалистов высшей квалификации для работы в организациях и предприятиях советской торговли (государственной и кооперативной), а также в ОРСах и УРСах — экономистов, бухгалтеров, товароведов, инженеров-технологов.
В 1991 году техникум был преобразован в Нижегородский коммерческий колледж.
Новые процессы в экономике, политике и сфере образования в начале 90-х гг. затронули и систему коммерческого образования. Было принято решение о создании в Нижнем Новгороде нового государственного высшего учебного заведения, готовящего специалистов для рыночной экономики, — Нижегородского коммерческого института, созданного на базе двух ранее существовавших учебных заведений — коммерческого колледжа и нижегородского филиала Московского государственного университета коммерции (бывшего ЗИСТа). Постановление об учреждении НКИ было подписано председателем Правительства Российской Федерации В. С. Черномырдиным 12 июля 1993 года.
Таким образом, первый на территории Волго-Вятского региона государственный специализированный коммерческий вуз получил право на существование.
С момента основания в 1993 до 2012 года ректором НКИ была Наталья Владимировна Сумцова.
В 2012 году по решению Министерства образования Нижегородский коммерческий институт был присоединён к Нижегородскому государственному университету им. Н. И. Лобачевского. Кафедры НКИ были объединены с соответствующими кафедрами факультета управления и предпринимательства ННГУ.
Учёный совет ННГУ им. Н. И. Лобачевского 29 января 2014 года принял решение о создании в университете Института экономики и предпринимательства путём реорганизации экономического факультета, финансового факультета и факультета управления и предпринимательства.
Данное решение было принято в целях выполнения Программы повышения конкурентоспособности ННГУ в части оптимизации структуры университета и концентрации усилий на развитии перспективных направлений научно-образовательной деятельности в области экономики, финансов и предпринимательства. Планируется занять высокие места в мировых рейтингах вузов.

## Составные части института

### Факультеты НКИ (до 2012)
- Факультет антикризисного управления и прикладной информатики
- Факультет экономики
- Факультет коммерции
- Факультет менеджмента
- Факультет юриспруденции
- Факультет среднего профессионального образования и довузовской подготовки

### Кафедры ИНЭК (с 2014)
- · Кафедра экономики предприятий и организаций (Ю.О. Плехова, д.э.н., профессор)
- · Кафедра информационных технологий и инструментальных методов в экономике (Ю. В. Трифонов, д.э.н., профессор)
- · Кафедра менеджмента и государственного управления (С. Н. Яшин, д.э.н., профессор)
- · Кафедра математического моделирования экономических процессов (Ю. А. Кузнецов, д.ф.-м.н., профессор)
- · Кафедра математических и естественнонаучных дисциплин (П. Б. Болдыревский, д.ф.-м.н., профессор)
- · Кафедра мировой экономики и таможенного дела (М. Л. Горбунова, д.э.н., доцент)
- · Кафедра сервиса и туризма (М. В. Ефремова, д.э.н., профессор)
- · Кафедра торгового дела (О. В. Чкалова, д.э.н., профессор)
- · Кафедра университетского менеджмента и инноваций в образовании (А. О. Грудзинский, д.с.н., профессор)
- · Кафедра финансов и кредита (Н. И. Яшина, д.э.н., профессор)
- · Кафедра культуры и психологии предпринимательства (С. А. Ермаков, д.ф.н., профессор)
- · Кафедра бухгалтерского учёта (И. Е. Мизиковский, д.э.н., профессор)
- · Кафедра экономической теории и методологии (А. В. Золотов, д.э.н., профессор)

Кроме того, на проектных основах в ИЭП существуют 7 научно-образовательных центров, в число которых входят и центры, ориентированные на взаимодействие с работодателями по ряду отраслей:
- · Центр Макро и микроэкономики (М. Ю. Малкина, д.э.н., профессор)
- · Центр банковского дела (Г. Г. Господарчук, д.э.н., профессор)
- · Центр финансового мониторинга (А. В. Анцыгин)
- · Центр риэлторских бизнес-технологий (Л. Н. Перцева, к.э.н., доцент)
- · Центр «Тюнинг» (А. К. Любимов, д.ф.-м.н., профессор)
- · Центр прикладной статистики (Н. Р. Стронгина, к.ф.-м.н., доцент)
- · Центр индустрии гостеприимства (И. В. Худайбердыева)

```
В ИНЭК имеется отделение среднего профессионального образования (руководитель С. В. Богомолов, к.э.н., доцент).
```

## Признание
В честь института названа близлежащая остановка общественного транспорта в Нижнем Новгороде на проспекте Ленина — «Коммерческий институт», с 1 апреля 2015 года — «Институт экономики и предпринимательства».